# Brieuc Carnaille
Brieuc Carnaille, né le 25 mai 1982 à Lille, est un réalisateur, scénariste et musicien français.
Il est notamment connu pour son premier long métrage, Le Soleil de trop près (2022).

## Biographie
Brieuc Carnaille grandit à Roubaix, dans le nord de la France. Après une formation en cinéma et plusieurs expériences en musique — notamment au sein du duo pop Duel — il débute comme scénariste pour le film L’Étranger réalisé par Franck Llopis (2010).
En 2022, il écrit et réalise son premier long métrage, Le Soleil de trop près, une fiction sur la reconstruction d’un jeune homme souffrant de schizophrénie. Le film est projeté au Festival du film de Cabourg et fait l’objet de nombreux ciné-débats autour de la santé mentale.
Le film reçoit un accueil critique globalement positif. Il est salué pour « la puissance poétique » de sa mise en scène.

## Filmographie
- 2010 : L’Étranger – co-scénariste
- 2022 : Le Soleil de trop près – scénariste et réalisateur